# Пешехонов, Владимир Игоревич
Владимир Игоревич Пешехонов (род. 3 декабря 1993, Москва) — российский хоккеист, нападающий. Воспитанник московской Хоккейной школы «Созвездие». В настоящее время является игроком курганского клуба «Зауралье», выступающего в ВХЛ.

## Карьера
Владимир Игоревич Пешехонов родился 3 декабря 1993 года в семье тренера по хоккею в городе Москве.
Начал заниматься хоккеем в московской спортивной школе «Созвездие», где тренером работал его отец и в спортивной школе «Крыльях Советов».
С 2002 года  участвовал в турнирах на Кубок Федерации хоккея Москвы среди юношей 1993 года рождения за команды  «Крыльях Советов» и «Созвездие». В 2007/2008 году перешёл заниматься в «Спартаковскую» школу.
На драфте юниоров КХЛ 2010 года, был выбран московским «Спартаком», в четвёртом раунде под 76-м номером. Начал выступать в составе «Спартака», за его молодёжную команду. В дебютном сезоне в МХЛ, сыграл 43 матча, забил гол и отдал 2 результативные передачи.
В сезоне 2011/2012 продолжил стабильно выступать за молодёжную команду красно-белых, проведя в регулярном чемпионате 56 матчей и заработав 21 очко (11+10) по системе гол+пас, а также 5 игр в плей-офф, в которых отметился одной голевой передачей. Также, в этом сезоне, был вызван в молодёжную сборную России по хоккею (U20), для участия в Кубке Вызова Азии. Провёл в её составе 4 матча, забросил 3 шайбы и отдал 2 результативные передачи.
В сезоне 2012/2013 провёл в регулярном чемпионате 56 матчей, заработал 44 очка по системе гол+пас (18+26), а также 20 матчей в плей-офф, заработав 14 очков (3+11). Завоевал с молодёжной командой серебряные медали Молодёжной Хоккейной Лиги.
В сезоне 2013/2014 начал привлекаться к тренировкам с основной командой «красно-белых». Дебютировал в КХЛ, 2 октября 2013 года, в домашнем матче против «Барыса» из Астаны. 25 декабря того же года, в домашнем матче против магнитогорского «Металлурга», забросил свою первую шайбу в КХЛ; В том матче «Спартак» уступил 1:6.
23 июля, после месячного нахождения на пробном контракте, Пешехонов подписал контракт с клубом КХЛ «Атлант» (Московская область). За «Атлант» Владимир провел всего три матча, в основном он играл за фарм-клуб, пензенский «Дизель», в составе которого отметился 30 проведенными встречами, в которых забросил 6 шайб и отдал 5 результативных передач.
3 января 2015 года Пешехонов вернулся в молодёжный «Спартак».
С сентября 2020 года был игроком альметьевского клуба «Нефтяник».
С мая 2022 года является игроком курганского клуба «Зауралье», выступающего в ВХЛ.

## Награды и звания
- Золото Победитель Всероссийского соревнования по хоккею (ВХЛ), 2020 год.
- Золото Обладатель кубка Харламова сезона 2013—2014 года
- Серебро Серебряный призёр МХЛ сезона 2012—2013 года

## Статистика выступлений
По состоянию на 20 марта 2015 года
| 2010–11     | МХК Спартак | МХЛ         | 43  | 1  | 2  | 3   | 22  | -  | - | -  | -  | -  |
| 2011–12     | МХК Спартак | МХЛ         | 56  | 11 | 10 | 21  | 46  | 5  | 0 | 1  | 1  | 6  |
| 2012–13     | МХК Спартак | МХЛ         | 56  | 18 | 26 | 44  | 46  | 20 | 3 | 11 | 14 | 14 |
| 2013–14     | Спартак     | КХЛ         | 33  | 2  | 2  | 4   | 10  | -  | - | -  | -  | -  |
| 2013–14     | МХК Спартак | МХЛ         | 28  | 9  | 12 | 21  | 14  | 20 | 4 | 4  | 8  | 16 |
| 2014–15     | Дизель      | ВХЛ         | 31  | 6  | 5  | 11  | 12  | -  | - | -  | -  | -  |
| 2014–15     | Атлант      | КХЛ         | 3   | 0  | 0  | 0   | 0   | -  | - | -  | -  | -  |
| 2014–15     | МХК Спартак | МХЛ         | 16  | 8  | 9  | 17  | 18  | 8  | 1 | 3  | 4  | 18 |
| Всего в КХЛ | Всего в КХЛ | Всего в КХЛ | 36  | 2  | 2  | 4   | 10  | 0  | 0 | 0  | 0  | 0  |
| Всего в МХЛ | Всего в МХЛ | Всего в МХЛ | 199 | 47 | 59 | 106 | 146 | 53 | 8 | 19 | 27 | 54 |

## Семья
Отец, Игорь Владимирович Пешехонов (род. 29 октября 1962) — тренера по хоккею. У Владимира есть сестра. Владимир Пешехонов женат, жена Екатерина.